# Uncle Buys Clarence a Balloon
Uncle Buys Clarence a Balloon è un cortometraggio muto del 1911 diretto da Frank Wilson.

## Trama
Lo zio compera al nipote un palloncino. Ma questo gli scappa e lui si mette a corrergli dietro.

## Produzione
Il film fu prodotto dalla Hepworth.

## Distribuzione
Distribuito dalla Hepworth, il film - un cortometraggio 83,82 metri - uscì nelle sale cinematografiche britanniche nel marzo 1911.
Si conoscono pochi dati del film che, prodotto dalla Hepworth, fu distrutto nel 1924 dallo stesso produttore, Cecil M. Hepworth. Fallito, in gravissime difficoltà finanziarie, il produttore pensò in questo modo di poter almeno recuperare il nitrato d'argento della pellicola.